# 三笑亭茶楽
三笑亭 茶楽（さんしょうてい ちゃらく）は、落語家の名跡。
- 三遊亭茶楽 - 後∶初代三遊亭圓若
- 柳亭茶楽 - 後∶朝寝坊おきな
- 柳亭茶楽 - 後∶四代目柳家枝太郎
- 三笑亭茶楽 - 本項にて記述

三笑亭 茶楽（さんしょうてい ちゃらく、1942年〈昭和17年〉7月3日 - ）は、落語芸術協会所属の落語家。本名∶鈴木 健治。出囃子は『岸の柳』。

## 来歴
1942年（昭和17年）7月3日、東京都品川区に生まれる。
1961年3月、東京都立戸山高等学校卒業。東大受験に2度失敗し、以前から好きだった落語家になることを決意。1963年5月に八代目三笑亭可楽に入門し、三笑亭可六を名乗るが、翌年（昭和39年）8月に師匠可楽が亡くなったため兄弟子の三笑亭夢楽門下に移籍。
1966年10月、二ツ目に昇進し「茶楽」と改名。 
1976年4月、三代目三遊亭若圓遊と共に真打昇進。1979年11月に文化庁芸術祭賞受賞。

## 芸歴
- 1963年5月 - 八代目三笑亭可楽に入門、「可六」を名乗る。
- 1964年8月 - 可楽死去のため、兄弟子の三笑亭夢楽門下に移籍。
- 1966年10月 - 二ツ目昇進、「茶楽」と改名。
- 1976年4月 - 真打昇進。

## 人物
落語の海外公演を企画・実践。アメリカ合衆国、カナダ、オーストラリア、フランス、ブラジルなど諸外国で口演した。
得意とする噺は「文七元結」「たち切り」「品川心中」「紙入れ」「宮戸川」「子別れ」など多数。英語落語では「紙入れ」」「芝浜」「船徳」「三年目」などを演じる。
クイズマニアでもあり、フジテレビ『クイズグランプリ』優勝、MBS『ダイビングクイズ』『アップダウンクイズ』優勝、TBS『クイズ世界をあなたに』優勝、日本テレビ『クイズオンクイズ!!』優勝、テレビ朝日『クイズタイムショック』全問正解、ABC『アタック25』優勝など、多くのクイズ番組で輝かしい成績を残している。
日本テレビ『笑点』では、1967年10月から1969年4月まで「若手大喜利」のメンバーとしてレギュラー出演した。